# Kiss of Death (1995)
Kiss of Death is een Amerikaanse misdaadfilm uit 1995 van regisseur Barbet Schroeder.

## Verhaal
Na een jarenlange gevangenisstraf doet Jimmy Kilmartin (David Caruso) zijn uiterste best om op het rechte pad te blijven. Hij is getrouwd en heeft een gezin. Alles gaat goed, tot zijn neef Ronnie hem vraagt mee te helpen met een klus. Jimmy wordt er ingeluisd door zijn maten en moet terug naar de gevangenis. Om zich te wreken sluit Jimmy een deal met de officier van justitie, waardoor hij als informant terechtkomt in de bende van Little Junior (Nicolas Cage), een keiharde crimineel die geen enkele vorm van geweld schuwt.

## Rolbezetting
| Acteur            | Personage           |
| ----------------- | ------------------- |
| David Caruso      | Jimmy Kilmartin     |
| Samuel L. Jackson | Calvin Hart         |
| Nicolas Cage      | Little Junior Brown |
| Helen Hunt        | Bev Kilmartin       |
| Kathryn Erbe      | Rosie Kilmartin     |
| Stanley Tucci     | Frank Zioli         |
| Michael Rapaport  | Ronnie Gannon       |
| Ving Rhames       | Omar                |
| Philip Baker Hall | Big Junior Brown    |
| Anthony Heald     | Jack Gold           |
| Lindsay Wrinn-    | Corinna als peuter  |
| Megan Wrinn       | Corinna als peuter  |